# Капыревщина
Капыревщина — деревня в Ярцевском районе Смоленской области России, административный центр Капыревщинского сельского поселения. Деревня расположена на левом берегу реки Вопь (приток Днепра), в 20 км к северу от города Ярцево. Первое упоминание 25 марта 1503 года. Население 813 жителя (2021 год).

## История

### До 1941 года
Капыревщина являлась волостным центром Дорогобужского уезда Великого княжества Литовского, а после 1503 года – Московского княжества. С 1611 по 1654 год – в составе Речи Посполитой, затем опять возвращается к Москве. В конце XVI века деревня Селечна принадлежит Копыриным-Ржевским. С XVII века принадлежит роду Апухтиных, которые в XX веке продали деревню Прохорову И. И. – владельцу Ярцевской прядильно-ткацкой фабрики. В 1779 году генерал-майор Лесли Д. Е. построил каменную церковь (во время Второй мировой войны она была полностью разрушена). После революции Капыревщина стала фабричным подсобным хозяйством. В 1920 году здесь было открыто отделение Алексинского конезавода. В 1930 году конезавод стал принадлежать Рогачёвскому конезаводу, а с 1934 года – самостоятельный конезавод № 86. В деревне была семилетняя школа, сама Капыревщина – центр совхоза.

### 1941−1945 годы
На рассвете 2 октября 1941 года после сильной артиллерийской и авиационной подготовки началось наступление врага на вяземском направлении основными силами группы армий «Центр» по плану операции «Тайфун». 166-я стрелковая дивизия подполковника Додонова М.Я. была срочно выведена из армейского резерва и выдвинута к реке Вопь в район деревни Капыревщина. 3 октября дивизия контратаковала противника в направлении Каменка — Нефедовщина. Сначала двум её полкам удалось форсировать Вопь и несколько продвинуться на её западном берегу, но к 17 часам крупные вражеские силы отбросили их и вышли на восточный берег. 3 октября к исходу дня оборона советских войск на стыке 30-й и 19-й армий оказалась прорванной на большую глубину.
4 октября командование Западного фронта получило разрешение Ставки об отводе войск на Гжатский оборонительный рубеж. Но это разрешение запоздало. Танковые и моторизованные корпуса противника отрезали пути отхода, вследствие чего большая часть дивизий 19-й, 20-й, 24-й и 32-й советских армий, и в том числе 166-я стрелковая дивизия, оказались западнее Вязьмы в окружении.
В начале октября 1941 года, в ходе ожесточённых боёв, 166-я стрелковая дивизия оставила район Капыревщины.
В январе 1942 года части 39-й армии вместе с партизанами освободили деревню и удерживали её до июля 1942 года.
В марте 1943 года деревня Капыревщина была окончательно освобождена частями 35-й стрелковой дивизии (которая в последующем получила наименование «Ярцевская»).

### Послевоенные годы
На территории совхоза «Капыревщинский» организовано подсобное хозяйство, подчинённое строительному управлению города Москвы. В августе 1949 года восстановлен совхоз. 
Сейчас в Капыревщине имеется средняя школа, в которой находится музей истории деревни, дом культуры, лесничество.

## Экономика
- несколько фермерских хозяйств

Сообщение с городом Ярцево — несколько автобусных рейсов.

## Культура, достопримечательности
- Храм Покрова Богоматери (освящён 13 октября 1999 года) - 13 октября 1999 сформирован Покровский приход и заложен храм на месте старой церкви. Строился под руководством Василия Петрушина (священник, настоятель храма) при поддержке Пертопавловского прихода города Ярцево, администрации и жителей деревни.
- Братская могила № 5 воинов павших во время Второй мировой войны – в братской могиле захоронено 1430 погибших, известных имён 1211.
- Памятник к 500-летию деревни (изготовлен Чибисовым В. И.)

## Капыревщинское сельское поселение
Включает в себя, помимо самой Капыревщины, 15 деревень: